# Championnat de France féminin de football de deuxième division 2018-2019
Navigation
Édition précédente Édition suivante
La Division 2 2018-2019  est la 31e édition du championnat de France féminin de football de seconde division.
Le deuxième niveau du championnat féminin oppose vingt-cinq clubs français répartis en deux groupes de douze et treize clubs, en une série de vingt-deux rencontres jouées durant la saison de football.
Les premières places de chaque groupe permettent de monter en Division 1 lors de la saison suivante alors que les deux et trois dernières places de chaque groupe sont synonyme de relégation en division d'honneur et les deux dixièmes places synonyme de participation à la Phase d'Accession Nationale à la fin de la saison.
Lors de l'exercice précédent, l'Olympique de Marseille et l'ASPTT Albi ont été relégués après avoir fini aux deux dernières places de première division. Le CPBB Football, Le Havre AC, l'US Orléans, l'AS Portet Carrefour Récébédou et le RC Saint Denis ont, quant à eux, gagné le droit d'évoluer dans ce championnat après avoir remporté les barrages de la Phase d'Accession Nationale. L'ASPV Strasbourg a, quant à lui, gagné sa place sur tapis vert après avoir fait appel des sanctions prises à son encontre lors des barrages.
Le Stade de Reims, sacré champion de France de D2, finit 1er du groupe A et l’Olympique de Marseille finit 1er du groupe B .Les deux clubs sont promus en 1re division .

## Participants
Ces tableaux présentent les vingt-cinq équipes qualifiées pour disputer le championnat 2018-2019. On y trouve le nom des clubs, la date de création du club, l'année de la dernière accession à cette division, leur classement de la saison précédente, le nom des stades ainsi que la capacité de ces derniers.
Le championnat comprend deux groupes de douze et treize équipes.
Légende des couleurs
- Relégué de Division 1.
- Promu de Division d'Honneur.

| Nom du club       | Date de création | Dernière accession | Classement 2017-2018 | Stade                       | Capacité |
| ----------------- | ---------------- | ------------------ | -------------------- | --------------------------- | -------- |
| Stade de Reims    | 1968             | 2015               | 2 (Gr A)             | Stade Louis Blériot         | -        |
| ESOFV La Roche    | 1978             | 2016               | 3 (Gr A)             | Stade de Saint-André        | 1 800    |
| US Saint-Malo     | -                | 2014               | 4 (Gr A)             | Stade de Marville           | -        |
| Arras FCF         | 2001             | 2015               | 6 (Gr A)             | Stade Degouve-Brabant       | 1 500    |
| Stade brestois 29 | 2012             | 2016               | 5 (Gr A)             | Stade Mathieu Pellen        | -        |
| VGA Saint-Maur    | 1968             | 2016               | 7 (Gr A)             | Stade Adolphe-Chéron        | 3 500    |
| CBOSL Football    | -                | 2017               | 8 (Gr A)             | Stade de l'Arceau           | -        |
| FF Issy           | 1997             | 2017               | 9 (Gr A)             | Stade Gabriel Voisin        | 1 600    |
| CPBB Football     | 1987             | 2018               | DH                   | Complexe sportif Bréquigny  |          |
| US Orléans        | 1970             | 2018               | DH                   | Stade de la Source (Annexe) |          |
| Le Havre AC       | 2015             | 2018               | DH                   | Stade Océane                | 25 000   |
| RC Saint Denis    | -                | 2018               | DH                   |                             |          |

Localisation des clubs engagés dans le groupe A du championnat
| \| Stade de Reims VGA Saint-Maur ESOFV La Roche-sur-Yon Arras FCF US Saint-Malo Stade brestois CBOSL Football FF Issy CPBB Football US Orléans RC Saint Denis Le Havre AC \| |
| Stade de Reims VGA Saint-Maur ESOFV La Roche-sur-Yon Arras FCF US Saint-Malo Stade brestois CBOSL Football FF Issy CPBB Football US Orléans RC Saint Denis Le Havre AC       |

| Nom du club                   | Date de création | Dernière accession | Classement 2017-2018 | Stade                       | Capacité |
| ----------------------------- | ---------------- | ------------------ | -------------------- | --------------------------- | -------- |
| ASPTT Albi                    | -                | 2018               | D1                   | Stade Maurice-Rigaud        | 3 000    |
| Olympique de Marseille        | 2011             | 2018               | D1                   | Stade Roger Lebert          | 1000     |
| AS Saint-Étienne              | 1977             | 2017               | 2 (Gr B)             | Stade Salif-Keita           | 1 500    |
| AS Nancy-Lorraine             | -                | 2017               | 3 (Gr B)             | Stade Marcel-Picot (Annexe) | -        |
| Grenoble Foot                 | -                | 2010               | 4 (Gr B)             | Stade Lesdiguières          | 12 650   |
| Toulouse FC                   | 1980             | 2013               | 5 (Gr B)             | Stade Just-Fontaine         |          |
| FF Yzeure                     | 1999             | 2014               | 6 (Gr B)             | Stade de Bellevue           | 2 164    |
| FC Vendenheim                 | 1974             | 2013               | 7 (Gr B)             | Stade Waldeck               | 3 000    |
| Metz ESAP                     | -                | 2016               | 8 (Gr B)             | -                           | -        |
| CSFA Ambilly                  | -                | 2017               | 9 (Gr B)             | -                           | -        |
| Montauban FC                  | -                | 2017               | 10 (Gr B)            | -                           | -        |
| AS Portet Carrefour Récébédou | -                | 2018               | DH                   |                             |          |
| ASPV Strasbourg               | -                | 2018               | DH                   |                             |          |

Localisation des clubs engagés dans le groupe B du championnat
| \| FC Vendenheim FF Yzeure Grenoble Foot Toulouse FC Metz ESAP AS Saint-Étienne CSFA Ambilly Montauban FC AS Nancy-Lorraine Olympique de Marseille ASPTT Albi AS Portet Carrefour Récébédou ASPV Strasbourg \| |
| FC Vendenheim FF Yzeure Grenoble Foot Toulouse FC Metz ESAP AS Saint-Étienne CSFA Ambilly Montauban FC AS Nancy-Lorraine Olympique de Marseille ASPTT Albi AS Portet Carrefour Récébédou ASPV Strasbourg       |

## Compétition

### Classement
Le classement est calculé avec le barème de points suivant : une victoire vaut trois points, le match nul un et la défaite aucun.
Critères utilisés pour départager en cas d'égalité au classement :
1. classement aux points des matchs joués entre les clubs ex æquo ;
2. différence entre les buts marqués et les buts concédés par chacun d’eux au cours des matchs qui les ont opposés ;
3. différence entre les buts marqués et les buts concédés sur la totalité des matchs joués dans le championnat ;
4. plus grand nombre de buts marqués sur la totalité des matchs joués dans le championnat ;
5. en cas de nouvelle égalité, une rencontre supplémentaire aura lieu sur terrain neutre avec, éventuellement, l’épreuve des tirs au but.

Le titre de champion de France de Division 2 est attribué à la meilleure des équipes premières de groupe, ces équipes étant départagées par le nombre de points obtenus lors des rencontres aller et retour les ayant opposés aux cinq autres équipes les mieux classées de leur groupe.
| Rang | Équipe                 | Pts | J  | G  | N | P  | Bp | Bc | Diff |
| ---- | ---------------------- | --- | -- | -- | - | -- | -- | -- | ---- |
| 1    | Stade de Reims         | 57  | 22 | 18 | 3 | 1  | 75 | 13 | +62  |
| 2    | Le Havre AC P          | 43  | 22 | 13 | 4 | 5  | 58 | 15 | +43  |
| 3    | US Saint-Malo          | 42  | 22 | 13 | 3 | 6  | 37 | 25 | +12  |
| 4    | ESOFV La Roche-sur-Yon | 39  | 22 | 11 | 6 | 5  | 45 | 16 | +29  |
| 5    | FF Issy                | 36  | 22 | 10 | 6 | 6  | 33 | 30 | +3   |
| 6    | US Orléans P           | 35  | 22 | 11 | 2 | 9  | 44 | 33 | +11  |
| 7    | Stade brestois 29      | 33  | 22 | 10 | 3 | 9  | 31 | 36 | -5   |
| 8    | Arras FCF              | 31  | 22 | 9  | 4 | 9  | 32 | 30 | +2   |
| 9    | VGA Saint-Maur         | 22  | 22 | 5  | 7 | 10 | 27 | 45 | -18  |
| 10   | RC Saint-Denis P       | 17  | 22 | 5  | 2 | 15 | 20 | 66 | -46  |
| 11   | CBOSL Football         | 13  | 22 | 4  | 1 | 17 | 21 | 63 | -42  |
| 12   | CPBB Football P        | 6   | 22 | 1  | 3 | 18 | 23 | 74 | -51  |

|  | Promu en Division 1. |
|  | Qualifié pour la PAN. |
|  | Relégué en Régional 1. |
|  | R Relégué de Division 1 P Promu de Division d'Honneur. Pts points ; G victoires ; N match nuls ; P défaites Bp buts marqués ; Bc buts encaissés ; Diff différence de buts |

| Rang | Équipe                          | Pts | J  | G  | N | P  | Bp | Bc | Diff |
| ---- | ------------------------------- | --- | -- | -- | - | -- | -- | -- | ---- |
| 1    | Olympique de Marseille R        | 57  | 24 | 18 | 3 | 3  | 63 | 16 | +47  |
| 2    | AS Saint-Étienne                | 56  | 24 | 17 | 5 | 2  | 58 | 19 | +39  |
| 3    | FF Yzeure                       | 46  | 24 | 13 | 7 | 4  | 46 | 27 | +19  |
| 4    | Grenoble Foot                   | 41  | 24 | 12 | 5 | 7  | 46 | 30 | +16  |
| 5    | CSFA Ambilly                    | 38  | 24 | 12 | 2 | 10 | 34 | 35 | -1   |
| 6    | ASPTT Albi R                    | 36  | 24 | 10 | 6 | 8  | 38 | 35 | +3   |
| 7    | FC Vendenheim                   | 36  | 24 | 11 | 3 | 10 | 28 | 29 | -1   |
| 8    | Montauban FC                    | 29  | 24 | 7  | 8 | 9  | 36 | 52 | -16  |
| 9    | AS Nancy Lorraine               | 27  | 24 | 7  | 6 | 11 | 29 | 35 | -6   |
| 10   | Toulouse FC                     | 23  | 24 | 6  | 5 | 13 | 21 | 32 | -11  |
| 11   | ASPV Strasbourg P               | 22  | 24 | 5  | 7 | 12 | 21 | 31 | -10  |
| 12   | Metz ESAP                       | 14  | 24 | 4  | 5 | 15 | 15 | 49 | -34  |
| 13   | AS Portet Carrefour Récébédou P | 7   | 24 | 1  | 4 | 19 | 20 | 65 | -45  |

|  | Promu en Division 1. |
|  | Qualifié pour la PAN. |
|  | Relégué en Régional 1. |
|  | R Relégué de Division 1 P Promu de Division d'Honneur. Pts points ; G victoires ; N match nuls ; P défaites Bp buts marqués ; Bc buts encaissés ; Diff différence de buts |

1. ↑  Trois points de pénalité pour le Metz ESAP pour ne pas avoir engagé d'équipe en challenge National féminin U19.

### Résultats
(avril 2019).
| Résultats (▼dom., ►ext.)                                   | CBO | Arr | Bre | Iss | RsY | LeH | Orl | Rei | Ren | S-D | Sma | S-M |
| CBOSL Football                                             |     | -   | 0-2 | 2-3 | -   | 0-3 | 2-4 | -   | -   | 0-1 | 1-0 | 0-4 |
| Arras FCF                                                  | 4-1 |     | 0-1 | 3-1 | 1-0 | -   | -   | 1-1 | 3-0 | -   | -   | 2-2 |
| Stade brestois                                             | 5-1 | -   |     | 2-2 | 0-0 | -   | -   | -   | 3-0 | -   | 2-4 | -   |
| FF Issy                                                    | -   | 0-2 | -   |     | -   | 1-1 | 1-2 | 1-2 | -   | 4-2 | -   | -   |
| ESOFV La Roche-sur-Yon                                     | 6-0 | -   | -   | 1-3 |     | -   | 3-2 | -   | 6-2 | -   | 3-1 | -   |
| Le Havre AC                                                | -   | 3-1 | 3-0 | -   | 0-1 |     | -   | 0-1 | -   | 6-0 | -   | 5-0 |
| US Orléans                                                 | -   | -   | 0-2 | -   | -   | 0-0 |     | 1-3 | -   | 8-1 | -   | -   |
| Stade de Reims                                             | 8-0 | -   | 4-0 | -   | 1-0 | -   | -   |     | 8-1 | -   | 5-1 | 3-1 |
| CPBB Football                                              | 1-4 | -   | -   | 1-2 | 0-0 | 0-4 | 1-6 | -   |     | -   | 0-1 | -   |
| RC Saint-Denis                                             | -   | 1-0 | 1-0 | -   | 0-5 | -   | 1-3 | 0-3 | 2-0 |     | -   | 2-3 |
| US Saint-Malo                                              | -   | 4-0 | -   | 1-2 | -   | 1-0 | 2-0 | 1-1 | -   | 3-2 |     | 4-0 |
| VGA Saint-Maur                                             | -   | -   | 2-0 | 2-0 | 0-0 | 1-1 | 1-1 | -   | 2-0 | -   | -   |     |
| - Victoire à domicile - Match nul - Victoire à l'extérieur |     |     |     |     |     |     |     |     |     |     |     |     |

| Résultats (▼dom., ►ext.)                                   | Alb | Amb | Gre | Mar | Met | Mon | Nan | Por | S-E | Str | Tou | Ven | Yze |
| ASPTT Albi                                                 |     | 1-2 | -   | -   | 1-1 | 2-0 | 1-0 | -   | -   | 0-0 | 2-1 | -   | 0-3 |
| CSFA Ambilly                                               | -   |     | 3-2 | 0-1 | -   | -   | -   | 4-0 | 0-5 | 1-1 | -   | 0-1 | -   |
| Grenoble Foot                                              | 0-1 | -   |     | -   | -   | 2-2 | 1-0 | -   | 1-4 | -   | -   | -   | 1-2 |
| Olympique de Marseille                                     | 3-3 | -   | 3-0 |     | -   | -   | -   | 4-1 | 1-0 | -   | -   | 1-1 | 1-2 |
| Metz ESAP                                                  | -   | 0-2 | 0-2 | 0-1 |     | -   | 0-2 | -   | -   | 1-0 | 1-0 | 0-1 | -   |
| Montauban FC                                               | -   | 2-0 | -   | 0-7 | 0-1 |     | 1-0 | -   | -   | 1-1 | 2-0 | -   | -   |
| AS Nancy-Lorraine                                          | -   | 2-0 | -   | 1-2 | 0-0 | -   |     | -   | -   | 1-0 | 0-2 | 1-2 | -   |
| AS Portet Carrefour Récébédou                              | 0-2 | -   | -   | -   | 2-2 | 1-3 | 0-4 |     | -   | -   | -   | 0-1 | 1-2 |
| AS Saint-Étienne                                           | 3-2 | -   | -   | 2-0 | 3-1 | 2-2 | 5-1 | 2-0 |     | -   | 1-0 | -   | 1-1 |
| ASPV Strasbourg                                            | 1-3 | -   | 1-1 | 2-2 | -   | -   | -   | 3-1 | 0-5 |     | -   | 0-2 | -   |
| Toulouse FC                                                | -   | 0-1 | 1-1 | 0-2 | -   | 5-0 | -   | 1-0 | -   | 1-3 |     | 0-2 | -   |
| FC Vendenheim                                              | 1-0 | -   | 1-5 | -   | -   | 1-4 | -   | 3-0 | 2-1 | -   | -   |     | 1-1 |
| FF Yzeure                                                  | -   | 5-0 | -   | -   | 5-0 | 1-1 | 2-1 | -   | -   | 1-0 | 3-1 | -   |     |
| - Victoire à domicile - Match nul - Victoire à l'extérieur |     |     |     |     |     |     |     |     |     |     |     |     |     |

### Classement déterminant le champion
Le titre de champion de France de Division 2 est attribué à la meilleure des équipes premières de groupe : ces équipes sont départagées par le nombre de points obtenus lors des rencontres aller et retour les ayant opposés aux cinq autres équipes les mieux classées de leur groupe.
| Rang | Équipe                 | Pts | J  | G | N | P | Bp | Bc | Diff |  | Résultats (▼ dom., ► ext.) | Rei | LeH | Sma | RsY | Iss | Orl |
| ---- | ---------------------- | --- | -- | - | - | - | -- | -- | ---- |  | -------------------------- | --- | --- | --- | --- | --- | --- |
| 1    | Stade de Reims         | 23  | 10 | 7 | 2 | 1 | 20 | 9  | +11  |  | Stade de Reims             |     | 3-2 | 5-1 | 1-0 | 3-0 | 1-3 |
| 2    | Le Havre AC            |     |    |   |   |   |    |    |      |  | Le Havre AC                | 0-1 |     |     |     |     |     |
| 3    | US Saint-Malo          |     |    |   |   |   |    |    |      |  | US Saint-Malo              | 1-1 |     |     |     |     |     |
| 4    | ESOFV La Roche-sur-Yon |     |    |   |   |   |    |    |      |  | ESOFV La Roche-sur-Yon     | 0-0 |     |     |     |     |     |
| 5    | FF Issy                |     |    |   |   |   |    |    |      |  | FF Issy                    | 1-2 |     |     |     |     |     |
| 6    | US Orléans             |     |    |   |   |   |    |    |      |  | US Orléans                 | 1-3 |     |     |     |     |     |

| Rang | Équipe                 | Pts | J  | G | N | P | Bp | Bc | Diff |  | Résultats (▼ dom., ► ext.) | Mar | S-E | Yze | Gre | Amb | Alb |
| ---- | ---------------------- | --- | -- | - | - | - | -- | -- | ---- |  | -------------------------- | --- | --- | --- | --- | --- | --- |
| 1    | Olympique de Marseille | 19  | 10 | 6 | 1 | 3 | 19 | 9  | +10  |  | Olympique de Marseille     |     | 1-0 | 1-2 | 3-0 | 3-0 | 3-3 |
| 2    | AS Saint-Étienne       |     |    |   |   |   |    |    |      |  | AS Saint-Étienne           | 2-0 |     |     |     |     |     |
| 3    | FF Yzeure              |     |    |   |   |   |    |    |      |  | FF Yzeure                  | 0-2 |     |     |     |     |     |
| 4    | Grenoble Foot          |     |    |   |   |   |    |    |      |  | Grenoble Foot              | 2-1 |     |     |     |     |     |
| 5    | CSFA Ambilly           |     |    |   |   |   |    |    |      |  | CSFA Ambilly               | 0-1 |     |     |     |     |     |
| 6    | ASPTT Albi             |     |    |   |   |   |    |    |      |  | ASPTT Albi                 | 0-4 |     |     |     |     |     |

Le Stade de Reims est donc sacré champion de France de D2.

## Bilan de la saison
| Championnat de France féminin de football de deuxième division 2018-2019 |                            |
| Champion                                                                 | Stade de Reims (1er titre) |
| Promotions et relégations                                                |                            |
| Promus en Division 1                                                     | Stade de Reims             |
| Promus en Division 1                                                     | Olympique de Marseille     |
| Relégués en Division 2                                                   | Rodez AF                   |
| Relégués en Division 2                                                   | Lille OSC                  |

## Statistiques

### Évolution du classement
Leaders du championnat
Évolution des classements
- Promu en Division 1.
- Qualifié pour la PAN.
- Relégué en Régional 1.

| Club           | 1  | 2  | 3  | 4  | 5  | 6  | 7  | 8  | 9  | 10 | 11 | 12 | 13 | 14 | 15 | 16 | 17 | 18 | 19 | 20 | 21 | 22 |
| -------------- | -- | -- | -- | -- | -- | -- | -- | -- | -- | -- | -- | -- | -- | -- | -- | -- | -- | -- | -- | -- | -- | -- |
| Stade de Reims | 3  | 3  | 3  | 1  | 1  | 1  | 1  | 1  | 1  | 1  | 1  | 1  |    |    |    |    |    |    |    |    |    |    |
| ESOFV La Roche | 1  | 2  | 2  | 3  | 2  | 2  | 3  | 5  | 2  | 3  | 3  | 4  |    |    |    |    |    |    |    |    |    |    |
| US Saint-Malo  | 7  | 9  | 8  | 6  | 7  | 7  | 5  | 3  | 4  | 2  | 2  | 2  |    |    |    |    |    |    |    |    |    |    |
| Arras FCF      | 8  | 6  | 7  | 8  | 8  | 8  | 8  | 7  | 9  | 8  | 8  | 7  |    |    |    |    |    |    |    |    |    |    |
| Stade brestois | 6  | 4  | 4  | 4  | 5  | 5  | 4  | 6  | 6  | 9  | 9  | 8  |    |    |    |    |    |    |    |    |    |    |
| VGA Saint-Maur | 9  | 8  | 10 | 10 | 9  | 9  | 9  | 8  | 7  | 5  | 4  | 5  |    |    |    |    |    |    |    |    |    |    |
| CBOSL Football | 10 | 10 | 11 | 11 | 10 | 11 | 11 | 11 | 11 | 11 | 11 | 11 |    |    |    |    |    |    |    |    |    |    |
| FF Issy        | 5  | 7  | 5  | 5  | 3  | 3  | 2  | 2  | 3  | 4  | 6  | 9  |    |    |    |    |    |    |    |    |    |    |
| CPBB Football  | 11 | 11 | 12 | 12 | 12 | 12 | 12 | 12 | 12 | 12 | 12 | 12 |    |    |    |    |    |    |    |    |    |    |
| US Orléans     | 4  | 1  | 1  | 2  | 4  | 4  | 6  | 4  | 5  | 7  | 7  | 6  |    |    |    |    |    |    |    |    |    |    |
| Le Havre AC    | 2  | 5  | 6  | 7  | 6  | 6  | 7  | 9  | 8  | 6  | 5  | 3  |    |    |    |    |    |    |    |    |    |    |
| RC Saint Denis | 12 | 12 | 9  | 9  | 11 | 10 | 10 | 10 | 10 | 10 | 10 | 10 |    |    |    |    |    |    |    |    |    |    |

| Club   | 1  | 2  | 3  | 4  | 5  | 6  | 7  | 8  | 9  | 10 | 11 | 12 | 13 | 14 | 15 | 16 | 17 | 18 | 19 | 20 | 21 | 22 | 23 | 24 | 25 | 26 |
| ------ | -- | -- | -- | -- | -- | -- | -- | -- | -- | -- | -- | -- | -- | -- | -- | -- | -- | -- | -- | -- | -- | -- | -- | -- | -- | -- |
| ASPTTA | 11 | 7  | 7  | 9  | 10 | 8  | 7  | 8  | 7  | 6  | 6  | 5  | 5  | 5  |    |    |    |    |    |    |    |    |    |    |    |    |
| OM     | 5  | 3  | 2  | 1  | 1  | 1  | 1  | 2  | 1  | 1  | 2  | 2  | 2  | 4  |    |    |    |    |    |    |    |    |    |    |    |    |
| ASSE   | 7  | 8  | 8  | 6  | 5  | 4  | 5  | 3  | 3  | 3  | 3  | 3  | 4  | 3  |    |    |    |    |    |    |    |    |    |    |    |    |
| ASNL   | 1  | 4  | 6  | 7  | 9  | 9  | 10 | 11 | 10 | 10 | 9  | 9  | 9  | 8  |    |    |    |    |    |    |    |    |    |    |    |    |
| GF     | 3  | 6  | 5  | 3  | 4  | 6  | 6  | 6  | 8  | 8  | 8  | 8  | 8  | 9  |    |    |    |    |    |    |    |    |    |    |    |    |
| TFC    | 10 | 10 | 11 | 12 | 12 | 12 | 12 | 12 | 12 | 12 | 12 | 12 | 12 | 11 |    |    |    |    |    |    |    |    |    |    |    |    |
| FFY    | 2  | 1  | 3  | 2  | 2  | 2  | 2  | 1  | 2  | 2  | 1  | 1  | 1  | 1  |    |    |    |    |    |    |    |    |    |    |    |    |
| FCV    | 4  | 2  | 1  | 4  | 3  | 3  | 4  | 5  | 5  | 4  | 4  | 4  | 3  | 2  |    |    |    |    |    |    |    |    |    |    |    |    |
| MESAP  | 13 | 13 | 13 | 10 | 11 | 11 | 11 | 10 | 11 | 11 | 11 | 11 | 11 | 12 |    |    |    |    |    |    |    |    |    |    |    |    |
| CSFA   | 9  | 11 | 10 | 8  | 8  | 10 | 9  | 7  | 6  | 5  | 5  | 7  | 7  | 7  |    |    |    |    |    |    |    |    |    |    |    |    |
| MFC    | 6  | 5  | 4  | 5  | 6  | 5  | 3  | 4  | 4  | 7  | 7  | 6  | 6  | 6  |    |    |    |    |    |    |    |    |    |    |    |    |
| ASPCR  | 12 | 12 | 12 | 13 | 13 | 13 | 13 | 13 | 13 | 13 | 13 | 13 | 13 | 13 |    |    |    |    |    |    |    |    |    |    |    |    |
| ASPVS  | 8  | 9  | 9  | 11 | 7  | 7  | 8  | 9  | 9  | 9  | 10 | 10 | 10 | 10 |    |    |    |    |    |    |    |    |    |    |    |    |

### Moyennes de buts marqués par journée
Ce graphique représente le nombre de buts marqués lors de chaque journée pour le groupe A.
Ce graphique représente le nombre de buts marqués lors de chaque journée pour le groupe B.

### Joueuses
| Cls | Joueuse           | Club                   | Buts |
| --- | ----------------- | ---------------------- | ---- |
| 1   | Chloé Pierel      | Stade de Reims         | 8    |
| 2   | Kessya Bussy      | US Orléans             | 6    |
| 2   | Melissa Gomes     | Stade de Reims         | 6    |
| 2   | Naweal Ouinekh    | US Orléans             | 6    |
| 2   | Laurie Teinturier | VGA Saint-Maur         | 6    |
| 6   | Pauline Cousin    | Arras FCF              | 5    |
| 6   | Mélany Goutard    | US Saint-Malo          | 5    |
| 6   | Batcheba Louis    | FF Issy                | 5    |
| 6   | Laura Muller      | ESOFV La Roche-sur-Yon | 5    |
| 6   | Namnata Traoré    | RC Saint-Denis         | 5    |
| 11  | 9 joueuses        | 9 joueuses             | 4    |
| 20  | 9 joueuses        | 9 joueuses             | 3    |
| 29  | 15 joueuses       | 15 joueuses            | 2    |
| 44  | 52 joueuses       | 52 joueuses            | 1    |

| Cls | Joueuse             | Club                   | Buts |
| --- | ------------------- | ---------------------- | ---- |
| 1   | Kelly Gago          | AS Saint-Étienne       | 14   |
| 2   | Océane Closset      | FC Vendenheim          | 8    |
| 3   | Charlotte Fromantin | Montauban FC           | 7    |
| 4   | Cindy Caputo        | Olympique de Marseille | 6    |
| 4   | Luce Ndolo Ewelé    | CSFA Ambilly           | 6    |
| 4   | Candice Pognat      | FF Yzeure              | 6    |
| 7   | Sydney Elinsky      | ASPTT Albi             | 5    |
| 8   | Laura Blanchard     | AS Nancy-Lorraine      | 4    |
| 8   | Inès Boutaleb       | CSFA Ambilly           | 4    |
| 8   | Audrey Chaumette    | AS Saint-Étienne       | 4    |
| 8   | Marjorie Delonca    | ASPTT Albi             | 4    |
| 8   | Maysa Jbarah        | Grenoble Foot          | 4    |
| 8   | Charlotte Landrieux | FF Yzeure              | 4    |
| 14  | 12 joueuses         | 12 joueuses            | 3    |
| 26  | 14 joueuses         | 14 joueuses            | 2    |
| 40  | 51 joueuses         | 51 joueuses            | 1    |